# 湯姆·希比
托馬斯·艾倫·希比（英語：Thomas Alan Shippey，1943年9月9日—）是一名英國學者、作家，專門研究古英語文學，以及現代的科幻與奇幻小說（例如J·R·R·托爾金的作品）。著有《J·R·R·托爾金：世紀作家》等多本著作。

## 生平
希比於1943年出生在英屬印度加爾各答。而後他進入蘇格蘭的一所寄宿學校就讀，1954年至1960年間進入伯明罕的愛德華國王學校就讀。
他在14歲時初次閱讀托爾金的小說《哈比人》。他本身跟托爾金一樣，也喜歡古英語、古挪威語、德語和拉丁語，以及打橄欖球。
20世紀60年代中期，進入劍橋大學就讀；1968年獲得碩士學位；1990年獲得博士學位。其後，希比先後在伯明罕大學、牛津大學聖約翰學院、利茲大學和聖路易斯大學任教，2008年退休，定居於多塞特郡。
2003年至2007年間，擔任《中世紀研究》雜誌的編輯。2003年至2009年間，擔任國際中世紀研究學會會長。此外，他也是學術期刊《托爾金研究》編輯委員會的成員。
希比也擔任亞馬遜電視劇《魔戒》的顧問，確保該劇內容不違背托爾金原著。

## 外部連結
- 網路推理小說資料庫上的湯姆·希比